# المكتبات في عصر الحضارة الإسلامية

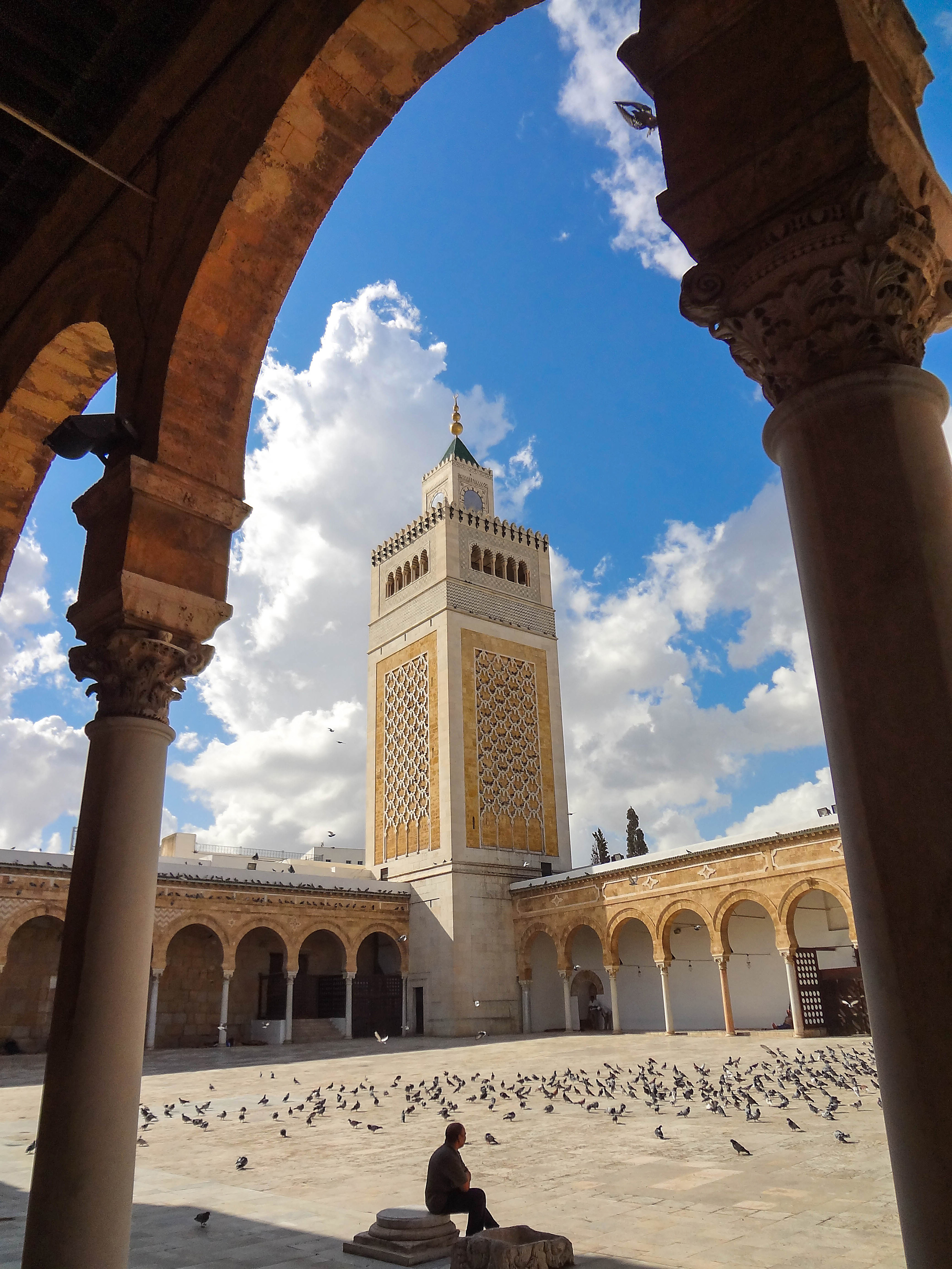
جانب من جامع الزيتونة الذي أنشئ عام 732م في تونس. كان في مكتبته في القرن الثالث عشر أكثر من مائة ألف مجلد.

شرع المسلمون منذ القرن الثامن بإنتاج كميات هائلة من الكتب لأنهم طوروا صناعة الورق التي تعلموها من الصين، فغدت الكتب والمخطوطات والمقالات تغطي حقول العلوم الإسلامية، والتكنولوجيا والفنون، كما انتشرت حركة الترجمة على نحو مضطرد، ولقيت تشجيعاً واسعاً، فقد رُوي أن الخليفة المأمون كان يدفع مكافأة المترجم وزن الكتاب الذي يترجمه إلى العربية ذهباً، مما أدى إلى وجود أكداس من الكتب جذبت انتباه الأجيال اللاحقة وحازت احترامهم، من مسلمين وغير مسلمين. كما افتُتحت في عهد العباسيين مئات من المكتبات العامة والخاصة، الأمر الذي أمدَّ القراء بآلاف الكتب.
إن الارتباط القوي بالكِتاب لدى المسلمين يعني أنهم كانوا يحبون اقتناء الكتب وإنشاء المكتبات، فوُجدت مكتبات خاصة، وأخرى عامة، إضافة إلى شبكة ضخمة من مكتبات المساجد في المدن الكبرى، فضلاً عن المجموعات الضخمة الخاصة التي اجتذبت العلماء من أنحاء العالم الإسلامي، وكانت مخطوطاتها وكتبها بحجم كتب اليوم، ورقها فاخر يُكتب على وجهيه، وأغلفتها الجلدية تحافظ على متانتها. وكانت مجموعات الكتب العامة واسعة الانتشار فلم يقم مسجد إلا وكان في الوقت نفسه معهد تعليم، يحتوي على مجموعة من الكتب، ففي بغداد مثلاً، قبل أن يدمرها المغول عام 1258م، وُجدت ست وثلاثون مكتبة وأكثر من مائة كُتْبي، بعضهم ناشرون يعتمدون على مؤسسات للنسخ، ووجدت في القاهرة وحلب والمدن الكبرى في إيران، وآسيا الوسطى، وحوض البحر المتوسط مكتبات مماثلة. وقد سُميت مكتبة المسجد «دار الكتب» أو «بيت الكتب» أو «كتب خانة» بحيث أصبح كل منها مركز إشعاع ونشاط فكري، وفي هذه المكتبات كان العلماء والكُتاب يُمْلون نتائج دراساتهم على جماعات من المستمعين الشباب وعلماء في علوم الدين أو غيرها من العلوم لتُنسخ المحاضرات على أوراق وتُحوّل إلى كتب، وتظل تنشر بالطريقة ذاتها حتى عند اعتمادها، وكان النقاش مفتوحاً لكل إنسان.
في المسجد الأموي الكبير في حلب، كانت مكتبة من أكبر المكتبات وأقدمها تسمى «السيفية» وتضم عشرة آلاف مجلد، وقيل إن الأمير سيف الدولة هو الذي قدَّمها. لكن مسجد الزيتونة الجامعي في تونس كان أكثر غنى؛ إذ احتوى عشرات الآلاف من الكتب، وقيل إن غالبية الحكام الحفصيين، أو بني حفص الذين حكموا تونس ما بين عامي 1220 و1574م كانوا يتنافسون على المهابة والأُبهة المقترنة بتقوية المكتبات وصيانتها، فزاد عدد الكتب فيها ذات يوم عن مائة ألف مجلد. وكان في مكتبة قرطبة لزمن حكامها الأمويين ستمائة ألف مجلد، وكان الحَكَم الثاني الذي تولى حكم الأندلس من عام 961م حتى عام 978م يَعد «صحبة الكتاب أحب إليه من عرشه» على ما يُروى.

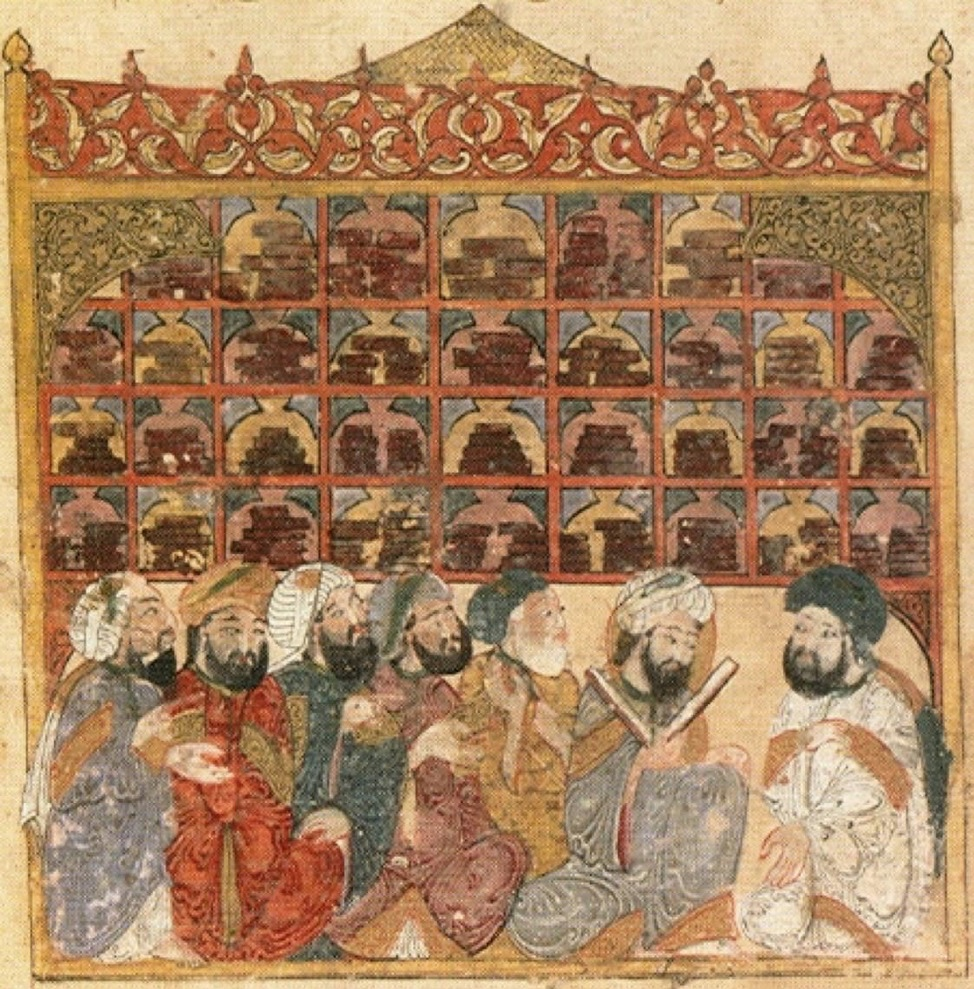
مكتبة حلوان العمومية في بغداد، من مخطوطة من القرن الثالث عشر لمقامات الحريري.

ولم تكن المكتبات العامة هي الضخمة وحدها، بل كان للأفراد مكتبات لا تقل عنها ضخامة، فمثلاً، ذكر المؤرخ إدوارد جيبون (Edward Gibbon) حكاية عن طبيب مسلم رفض دعوة سلطان بخارى لزيارته لأنه يحتاج إلى 400 جمل لحمل كتبه التي لم يكن يغادر مكانه من غيرها. كما ألّف الجاحظ، وهو من علماء القرن الثامن، نحو مائتي كتاب منها «كتاب الحيوان» في سبعة مجلدات جمع فيه أشياء شتى عن الحيوان ضمت ملاحظات ومشاهدات، فذكر مثلاً عادات النمل الاجتماعية، وطبيعة التواصل بين الحيوانات، وأثر الغذاء والبيئة في المخلوقات، ومن مؤلفاته الأخرى: كتاب «البيان والتبيين»، و«البخلاء». وقد قيل إنه مات في مكتبته عام 868م عن عمر ناهز الثانية والتسعين حين سقطت عليه كتبه.
| «الكتاب صامت ماأسكته! وبليغ ما أنطقه! ومن لك بمُسامر لا يبتديك في حال شغلك، ويدعوك في أوقات نشاطك، ولا يحوجك إلى التجمل له والتذمم منه، وإن شئت لزمك لزوم ظلك، وكان منك مكان بعضك». |
| —الجاحظ |

لقد أحب المسلمون الكتب كثيراً، وكان من تقاليدهم أن يُهدوا مجموعات منها إلى مكتبات المساجد لينتفع بها الناس، وأهدى العلماء الرحالة إليها كذلك ما معهم من كتب تعبيراً عن امتنانهم وشكرهم للمساجد التي كانت تقدم لهم السكن والطعام والقرطاسية بالمجان. كان للمكتبات شأن جليل، وقد وصف المقدسي الجغرافي مجمعات القرن العاشر في شيراز بإيران فقال إنها «مبان محاطة بالحدائق والبحيرات والقنوات المائية... تعلوها قباب، وتتألف من طابق سفلي وآخر علوي فيهما 360 غرفة... في كل قسم بيانات مفهرسة موضوعة على رفوف... والغرف مفروشة بالسجاد...».
لقد احتلت بعض مكتبات في شيراز وقرطبة والقاهرة مباني فسيحة منفصلة عن المسجد، فيها غرف عديدة لأغراض متنوعة: فمنها ما هو للقراءة أو لنسخ المخطوطات أو للندوات الأدبية، وفيها لتخزين الكتب على الرفوف، وكلها مضاءة مريحة ومفروشة بالسجاد والوسائد. وكان أمناء المكتبات يُعيَّنون بأجر معلوم، وكان يُشرِّفهم ذلك المنصب الذي لا يصل إليه إلا أكثرهم علماً، والذين يحوزونه يُعدون أوصياء على المكتبات دون غيرهم، ويُعدون كذلك حراس المعرفة وحُماتها، فقد كانت إدارة المكتبات في عهد الموحدين بشمال إفريقيا في القرنين الثاني عشر والثالث عشر، مثلاً، من أهم المناصب وأعلاها امتيازاً في الدولة.